# RodoNorte
A RodoNorte - Concessionária de Rodovias Integradas S.A., posteriormente denominada CCR RodoNorte, foi uma sociedade anônima fundada no dia 3 de novembro de 1997 e sediada em Ponta Grossa, que administrou o lote 5 do Anel de Integração do Paraná, encerrando a concessão no dia 27 de novembro de 2021.
A RodoNorte teve o propósito específico de administrar e operar, por um período de 24 anos, o Lote 5 do Anel de Integração do Paraná, que continha 487,5 km de rodovias, realizando a manutenção, recuperação, implantação de sinal horizontal e intervenções visando a ampliação da malha rodoviária concedida.

## Histórico da concessão

### Licitação e contrato

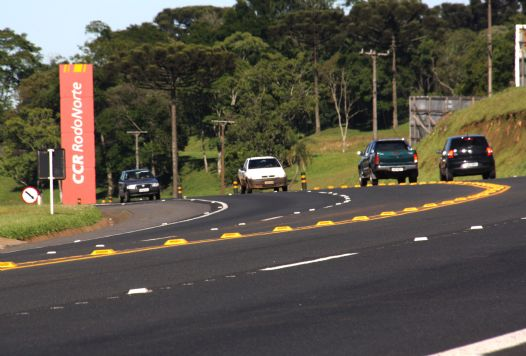
Trecho da BR-373, em Ponta Grossa

A RodoNorte venceu a licitação para a concessão do Lote 5 do Anel de Integração do Paraná, um lote de 487,5 km, contendo 4 rodovias, sendo essas:
- BR-376, uma extensão de 320,4 km entre São Luiz do Puranã e Apucarana;
- BR-277, uma extensão de 46,4 km entre São Luiz do Puranã e Curitiba;
- BR-373, uma extensão de 7,8 km entre Ponta Grossa e o entroncamento com a BR-376;
- PR-151, uma extensão de 106,0 km entre Jaguariaíva e o entroncamento com a BR-373, em Ponta Grossa.[4]

Na seção II. Premissas Básicas da Proposta Comercial, em Investimento nas Rodovias Principais, da Proposta Comercial do Lote 5, é detalhado os investimentos viários que a concessionária vencedora iria realizar em sua concessão, sendo esses:
- Recuperação inicial;
- Restauração dos pavimentos das rodovias;
- Duplicação da BR-376, entre Apucarana, no entroncamento com a BR-369, e Ponta Grossa, no entroncamento com a BR-373;
- Duplicação da BR-277, entre os kms 19+600m e 37+310m, na proximidade do perímetro urbano de Campo Largo;
- Duplicação da PR-151, entre Jaguariaíva e Castro, divididas em 2 segmentos, passando do Piraí do Sul;
- Implantação de contorno viário na BR-376, em Apucarana;
- Implantação de contorno viário na BR-376, em Ponta Grossa;
- Implantação de vias marginais;
- Implantação de terceiras faixas, na BR-277;
- Implantação de acessos/retornos;
- Implantação de paisagismo.[6]

No dia 14 de novembro de 1997, o contrato, formalmente denominado Contrato de Concessão de Obras Públicas nº 075/97, foi assinado, autorizando à empresa a operar as rodovias do lote e realizar as intervenções e investimentos previstos na Proposta Comercial do Lote 5, e a RodoNorte deu início à concessão no mesmo dia da assinatura.

### Concessão
No dia 20 de julho de 1998, via Termo Aditivo de Alteração Unilateral. 1998, na Portaria N° 377/98, a RodoNorte obteve autorização oficial para o início da cobrança de pedágio das rodovias sob sua concessão, conforme as cláusulas contratuais alteradas estabeleceram. A cobrança de pedágio foi iniciada no dia 24 de julho de 1998, com a conclusão das obras e serviços denominados Trabalhos Iniciais, conforme a definição no Programa de Exploração do Lote.
Em 1999, em colaboração com os acionistas da NovaDutra, ViaLagos, Ponte e AutoBAn, os acionistas da RodoNorte se juntaram e formaram o Grupo CCR, sendo uma das primeiras 5 empresas a compor o grupo. A criação visou a consolidação das concessões das rodovias estaduais e federais que os grupos Andrade Gutierrez, Mover Participações e Soares Penido já detinham.
A RodoNorte, durante sua concessão, realizou intervenções, visando a redução de acidentes e a modernização da malha rodoviária em que concessionava, sendo uma delas a duplicação da BR-376, da PR-151, e a implantação do contorno viário de Campo Largo, junto da recuperação de 732 km de pistas, 341 de km de acostamentos e 82 novas Obras de Arte Especial (OAE).

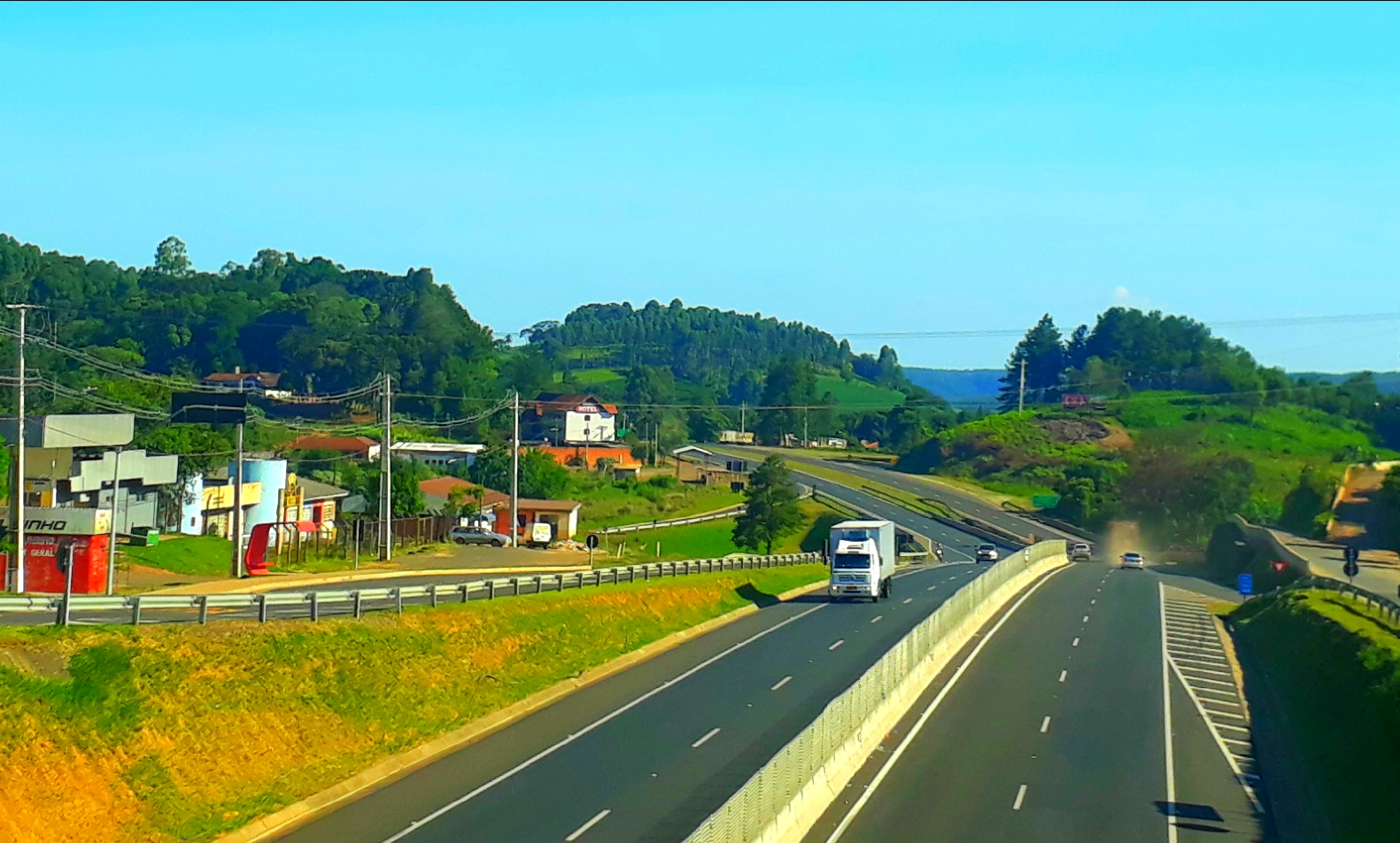
Trecho da Rodovia do Café, no trecho urbano de Imbaú

No dia 17 de julho de 2020, o Grupo CCR, que já administrava a RodoNorte, informou que, por meio de acordos, adquiriu 100% da empresa, adquirindo a participação de 7,34% da Cesbe Participações e 5,45% do Porto de Cima Concessões, se tornando o titular da totalidade do capital social da empresa.
No dia 27 de novembro de 2021, a CCR anunciou o encerramento da concessão da RodoNorte, tendo concessionado 567,78 km de estradas, contando com os acessos rodoviários, com investimentos de R$ 5,5 bilhões em obras de modernização nas rodovias, com repasse de ISS de R$ 575 milhões para 19 municípios abrangidos pela concessão. As obras permitiram a redução de acidentes em 73%, com mortes tendo redução em 82%.

## Acordo pós-concessão
No dia 7 de dezembro de 2022, um ano e dez dias após o encerramento da concessão, um acordo com o governo do estado do Paraná foi firmado com a CCR, tal que a RodoNorte seria responsável, por um período de 36 meses (três anos), pela realização de obras complementares que seriam delegadas pelo DER-PR.
O acordo foi firmado visando o equacionamento do desequilíbrio econômico do contrato de concessão em favor do governo do estado do Paraná, com o valor a ser pago sendo R$ 321,223 milhões, encerrando ações jurídicas e processos administrativos ligados ao fim da concessão.

### Obras pós-concessão
As obras delegadas pelo DER-PR para a RodoNorte realizar foram:
- Duplicação de um trecho de 6,8 km da PR-151, entre Ponta Grossa e o entroncamento com a PR-438;
- Implantação de terceira faixa na ligação entre Mauá da Serra e Guarapava, passando por Pitanga;
- Implantação de terceira faixa na ligação entre Campo Mourão e Guarapava, passando por Pitanga.

As intervenções não serão feitas nos trechos anteriormente concessionados pela empresa, uma vez que os trechos terão ampliações e melhorias previstas no novo programa de concessões rodoviárias.

## Obras realizadas durante a concessão

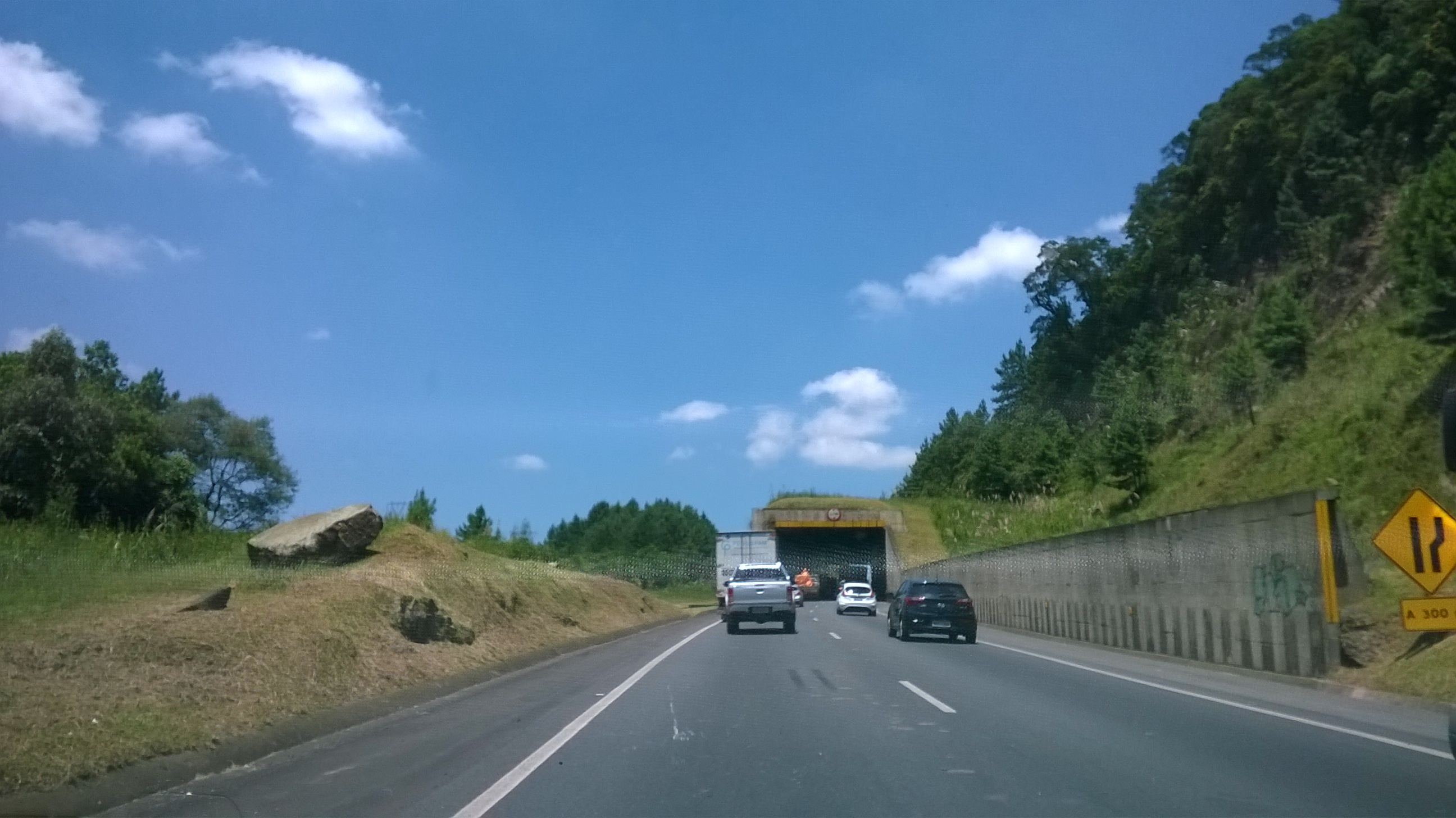
Trecho da BR-277, em Campo Largo

### BR-277
No dia 25 de novembro de 2011, por meio de um acordo entre o governo do Paraná e a CCR RodoNorte, foi lançada a pedra fundamental pelo governador Beto Richa e o presidente da concessionária, Silvio Marchiori, e a implantação de um contorno viário no município de Campo Largo, antes prevista para 2014, foi iniciada.
No dia 17 de junho de 2014, as obras do novo contorno de Campo Largo foram inauguradas e liberadas ao tráfego. O trecho de 11 km desvia o tráfego de veículos do trecho urbano do município, beneficiando 55 mil usuários diariamente. O investimento total foi de R$ 75 milhões, o qual além da implantação do contorno, teve a construção de 2 novas trincheiras, um viaduto e uma ponte, com a modernização de outros 2 viadutos existentes.

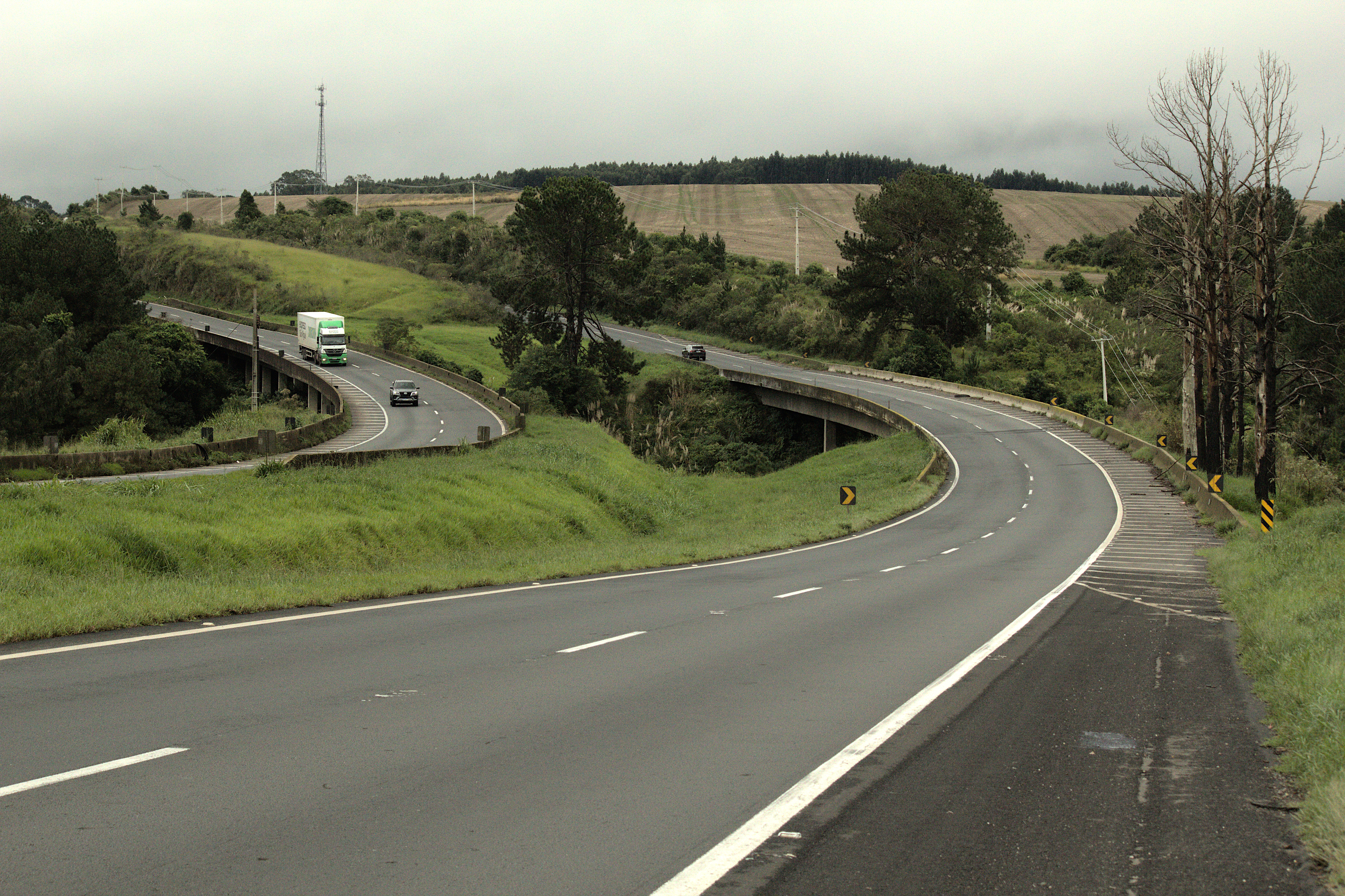
Trecho da BR-376, perto do Rio Tibagi

### BR-376
A CCR RodoNorte iniciou, no dia 16 de janeiro de 2014, as intervenções para a duplicação de 230 km da BR-376, popularmente conhecida como Rodovia do Café, entre Apucarana e Ponta Grossa. A previsão das obras era duplicar, em média, 30 km de novas pistas, com a conclusão das obras até 2021, com investimento previsto de R$ 1,2 bilhão.

#### Ponta Grossa - Imbaú
No dia 16 de janeiro de 2014, com as obras se iniciando, o primeiro trecho a ser duplicado foi no município de Ponta Grossa, nas proximidades do Trevo de Caetano, até a ponte do Rio Tibagi, totalizando 11 km. O trecho foi liberado no dia 21 de julho de 2015, com o investimento total estimado de R$ 67,2 milhões.
Em Tibagi, a RodoNorte iniciou a implantação de novas pistas entre os kms 412 e 431, no dia 17 de setembro de 2020. Thiago Telles, engenheiro responsável pela intervenção, explicou a complexidade dos trabalhos no trecho, que incluíam detonação de rochas, ampliação da ponte no bairro Barreiro e drenagem no solo. Os últimos 5 km, localizados entre os kms 426 e 421, foram liberados no dia 11 de novembro de 2021, marcando o fim da duplicação da BR-376.

#### Imbaú - Ortigueira
No dia 14 de junho de 2016, a CCR RodoNorte iniciou as obras de duplicação de 5 km, abrangendo o perímetro urbano de Ortigueira e o acesso à aldeia indígena Queimadas, nos kms 354 e 349. As obras foram entregues no dia 12 de dezembro de 2017, com a construção de uma via marginal, que faz acesso a Avenida Farroupilha, junto de uma trincheira para a aldeia indígena e um viaduto de acesso para o município.
As obras de duplicação entre os kms 333 e 328 foram iniciadas no dia 1 de julho de 2020, na região do Bairro dos França. Marcus Vinicius Pereira, coordenador de engenharia viária, explica que devido o relevo da região, a detonação de rochas será comum a medida que as obras avançarem. As obras foram concluídas no dia 1 de maio de 2021.

#### Mauá da Serra - Apucarana
No dia 24 de setembro de 2014, o trecho 26 das obras de duplicação da BR-376 se iniciaram entre o contorno sul de Apucarana, localizado no km 243, e nas proximidades de Califórnia, no km 254. Os primeiros 5 km foram liberados no dia 17 de janeiro de 2017, com os outros 6 km tendo previsão de entrega para o ano de 2018. O investimento total foi de R$ 100 milhões.
No dia 20 de julho de 2020, as obras de duplicação de 60 km da BR-376, entre os municípios de Mauá da Serra e Apucarana, passando por Marilândia do Sul e Califórnia foram concluídas, com as informações sendo dadas pelos representantes da CCR RodoNorte. Segundo o prefeito de Apucarana, “A rodovia vai garantir melhor mobilidade e mais segurança no transporte de cargas e para todos os demais condutores na ligação do norte ao sul do Estado”.
A RodoNorte finalizou as obras de duplicação de 230 km da BR-376, no dia 11 de novembro de 2021, com a liberação dos kms 426 e 421, em Tibagi. Ao todo, com as intervenções finalizadas, a rodovia contava com 245 km de duas pistas de mão única, junto de novas OAEs, viadutos, trincheiras, interseções e passarelas nos municípios abrangidos.

## Controvérsias

### Pedágio
Em julho de 1998, durante o ano eleitoral, Jaime Lerner, o até então governador do Paraná, congelou as tarifas de pedágio e reduziu-as em 50% para vencer as eleições. As concessionárias, incluindo a RodoNorte, paralisaram as obras previstas nos contratos mediante o congelamento das tarifas. Em 2000, como consequência, foi assinado o primeiro termo aditivo, formalmente denominado Termo Aditivo N° 018/2000, o qual suprimiu obras do Programa de Exploração do Lote, como a implantação de vias marginais, e o contorno urbano de Califórnia.
Em 2002, no governo de Jaime Lerner, foi firmado o segundo termo aditivo, denominado Termo Aditivo N° 033/2002, com as concessionárias do Anel de Integração do Paraná, o que gerou o aumento das tarifas do pedágio, e portanto, reduziram as intervenções previstas nos contratos das concessionárias. No caso da RodoNorte, a implantação de 75,28 km de marginais foi reduzida para 2,61 km, junto com as obras de contorno viário, sendo reduzidas de 36,79 km para 15,11 km.

### Lava Jato
A RodoNorte foi a primeira das 6 concessionárias a serem investigadas pela Lava Jato que reconheceu irregularidades, como pagamento de propinas, e firmou o Acordo de Leniência com o Ministério Público Federal. As propinas, segundo o MPF/PR, foram pagas com o objetivo de obter modificações contratuais benéficas à concessionária desde o ano 2000.
No acordo, a RodoNorte teria que pagar até 2021 - ano em que se encerraria a concessão - R$ 750 milhões ao todo, com:
- R$ 35 milhões sendo destinados para a multa prevista na Lei de Improbidade Administrativa;
- R$ 350 milhões sendo destinadas para a redução de 30% das tarifas dos pedágios da empresa, previstas a serem implementadas para os usuários em até 30 dias após a homologação do acordo;
- R$ 365 milhões sendo destinadas para a execução de parte das obras nas rodovias concedidas à empresa, de acordo com o plano de exploração original. [45][46][47]

Junto disso, a RodoNorte teve a obrigação de estruturar um programa de integridade, ética e transparência, com a apresentação de relatórios anuais ao MPF, cuja finalidade seria assegurar a adequação e a efetividade dos mecanismos de controle e integridade. A empresa se sujeitou a ser monitorada, por um período de 32 meses, por profissionais especializados, às custas da mesma e sub supervisão do MPF.